# سایه‌مرز

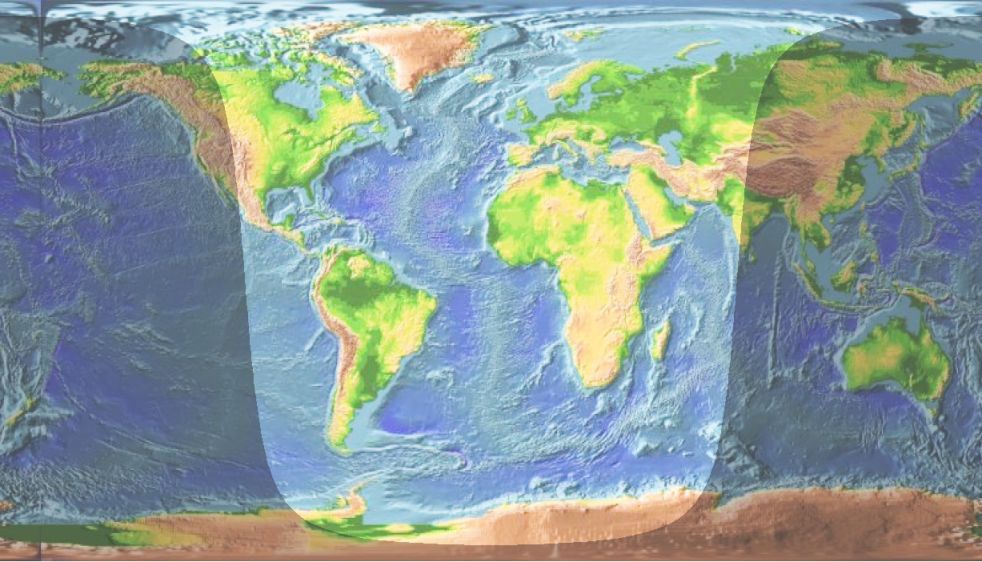
نقشهٔ جهان که در آن سایه‌مرز (در ماه آوریل) نمایان است.)

خط جداکنندهٔ بخش‌های تاریک و روشن سیاره یا قمر را سایه‌مرز می‌گویند.
سایه‌مرز نشانگر مرز میان شب و روز در اجرام آسمانی است.

## نگارخانه

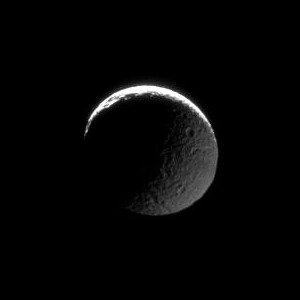
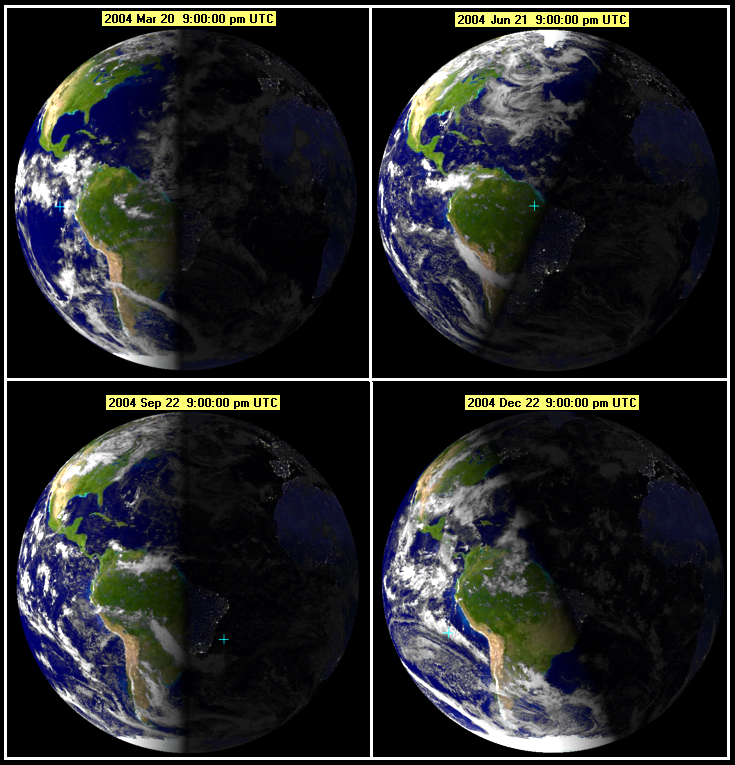
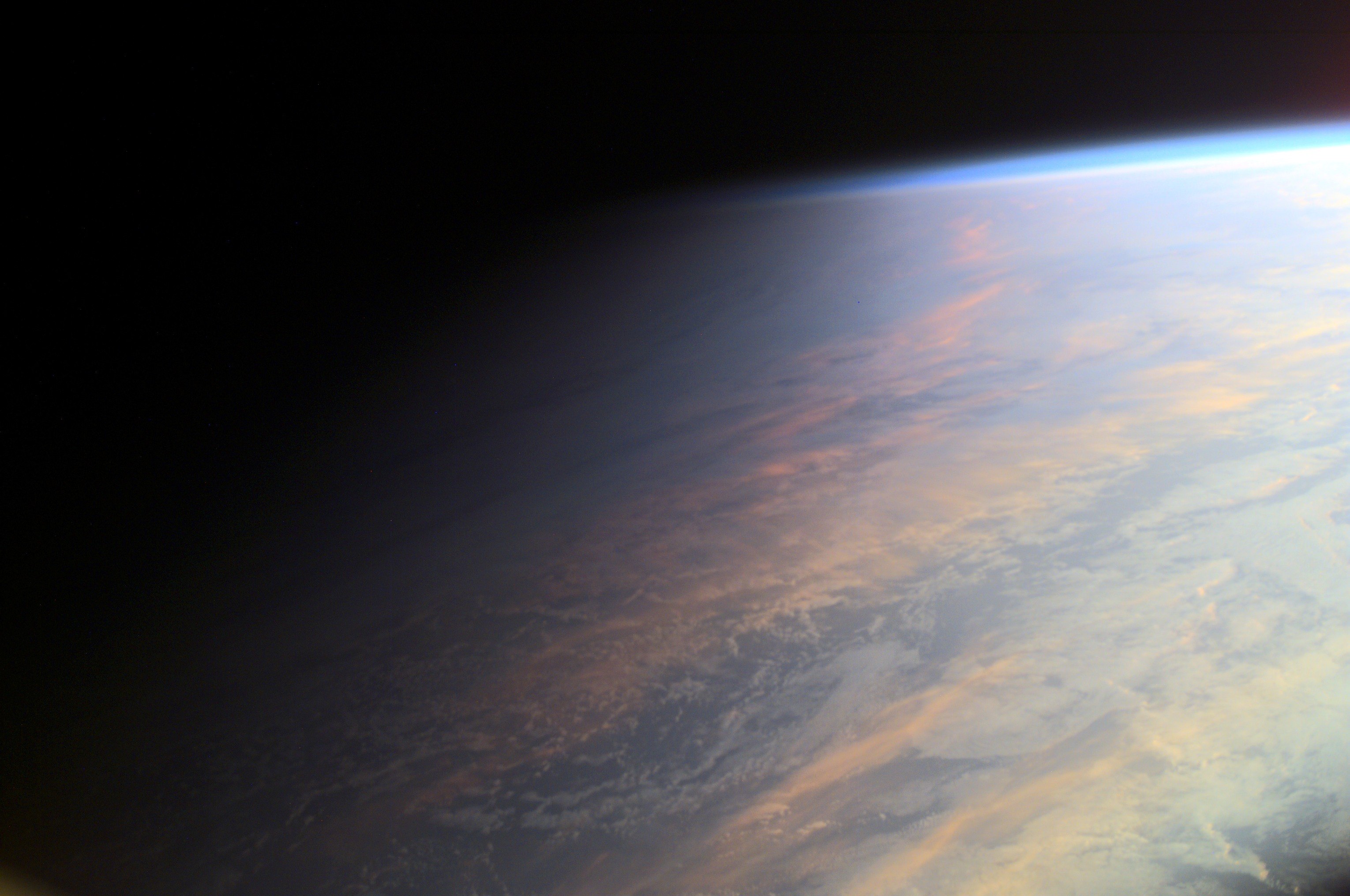